# Валбузи (Верона)
Валбузи је насеље у Италији у округу Верона, региону Венето.
Према процени из 2011. у насељу је живело 48 становника. Насеље се налази на надморској висини од 1138 м.